# Енн Генрікссон
Енн Генрікссон (англ. Ann Henricksson, нар. 31 жовтня 1959) — колишня американська тенісистка.
Найвищу одиночну позицію світового рейтингу — 36 місце досягнула 2 березня 1985, парну — 40 місце — 1 січня 1980 року.
Завершила кар'єру 1994 року.

## Фінали турнірів WTA
| Легенда           | Одиночний розряд | Парний розряд |
| ----------------- | ---------------- | ------------- |
| Grand Slam        | 0–0              | 0–0           |
| WTA Championships | 0–0              | 0–0           |
| Tier I            | 0–0              | 0–0           |
| Tier II           | 0–0              | 0–1           |
| Tier III          | 0–0              | 0–1           |
| Tier IV & V       | 0–3              | 3–4           |

### Одиночний розряд (3 поразки)
| Результат | Ранг | Дата     | Турнір                            | Категорія | Покриття | Опонент             | Рахунок       |
| --------- | ---- | -------- | --------------------------------- | --------- | -------- | ------------------- | ------------- |
| Поразка   | 1    | Nov 1984 | Sydney International, Сідней      |           | Трава    | Мартіна Навратілова | 1–6, 1–6      |
| Поразка   | 2    | Mar 1986 | Virginia Slims of Arizona, Фінікс |           | Тверде   | Бет Герр            | 0–6, 6–3, 5–7 |
| Поразка   | 3    | Feb 1989 | Connecticut Open, Сан-Антоніо     | Tier IV   | Тверде   | Штеффі Граф         | 1–6, 4–6      |

### Титули парного розряду
|   | Дата       | Турнір                                       | Кат.    | Покриття  | Партнер           | Фіналіст                         | Рахунок       |  |
| 1 | 1988-01-04 | Sydney International Сідней                  | Tier IV | Трава     | Крістіан Жоліссен | Клаудія Коде-Кільш Гелена Сукова | 7–6, 4–6, 6–3 |  |
| 2 | 1988-04-18 | Taipei Women's Championship Республіка Китай | Tier V  | Килим (i) | Патті Фендік      | Белінда Кордвелл Джулі Річардсон | 6–2, 2–6, 6–2 |  |
| 3 | 1988-07-18 | OTB Open Скенектаді                          | Tier V  | Тверде    | Джулі Річардсон   | Лі Антонопліс Кеммі Макгрегор    | 6–3, 3–6, 7–5 |  |

### Парний розряд (поразки)
|   | Дата       | Турнір                                              | Категорія | Покриття  | Перемога                            | Партнер                   | Рахунок       |  |
| 1 | 1983-02-14 | Virginia Slims of Pennsylvania Герші (Пенсільванія) |           | Килим (i) | Лі Антонопліс Барбара Джордан       | Шеррі Екер                | 3–6, 4–6      |  |
| 2 | 1983-09-26 | Bakersfield Open Бейкерсфілд                        |           | Тверде    | Кайлі Коупленд Лорі Макніл          | Патрісія Медрадо          | 4–6, 3–6      |  |
| 3 | 1984-01-09 | Virginia Slims of Pennsylvania Герші (Пенсільванія) |           | Килим (i) | Kateřina Böhmová Марцела Скугерська | Ненсі Їрджин              | 1–6, 3–6      |  |
| 4 | 1989-04-10 | DHL Open Сінгапур                                   | Tier V    | Тверде    | Белінда Кордвелл Елізабет Смайлі    | Бет Герр                  | 7–6, 2–6, 1–6 |  |
| 5 | 1989-04-17 | Japan Open (теніс) Tokyo                            | Tier V    | Тверде    | Джилл Гетерінгтон Елізабет Смайлі   | Бет Герр                  | 1–6, 3–6      |  |
| 6 | 1990-02-19 | VS of Washington Вашингтон                          | Tier II   | Килим (i) | Зіна Гаррісон Мартіна Навратілова   | (ПАС) Діанне Ван Ренсбург | 0–6, 3–6      |  |

## Турніри великого шолома

### Одиночний розряд
| Рік  | Відкритий чемпіонат Австралії з тенісу | Відкритий чемпіонат Австралії з тенісу | Відкритий чемпіонат Франції з тенісу | Відкритий чемпіонат Франції з тенісу | Вімблдонський турнір | Вімблдонський турнір | Відкритий чемпіонат США з тенісу | Відкритий чемпіонат США з тенісу |
| 1982 | –                                      | –                                      | –                                    | –                                    | –                    | –                    | 2nd tour (1/32)                  | Вірджинія Рузіч                  |
| 1983 | –                                      | –                                      | 2nd tour (1/32)                      | Емі Голтон                           | 2nd tour (1/32)      | Ліса Бондер          | 1st tour (1/64)                  | Террі Голледей                   |
| 1984 | –                                      | –                                      | 1st tour (1/64)                      | Лариса Савченко-Нейланд              | 1st tour (1/64)      | Вірджинія Вейд       | 2nd tour (1/32)                  | Міма Яушовець                    |
| 1985 | 3rd tour (1/8)                         | Зіна Гаррісон                          | 2nd tour (1/32)                      | Адріана Віллагран                    | 2nd tour (1/32)      | Венді Вайт           | 3rd tour (1/16)                  | Клаудія Коде-Кільш               |
| 1986 | –                                      | –                                      | 1st tour (1/64)                      | Іванна Мадруга                       | 2nd tour (1/32)      | Кеті Джордан         | 1st tour (1/64)                  | Гретчен Раш                      |
| 1987 | 2nd tour (1/32)                        | Юдіт Візнер                            | 1st tour (1/64)                      | Стефані Реге                         | 3rd tour (1/16)      | Наташа Звєрєва       | 3rd tour (1/16)                  | Беттіна Бюнге                    |
| 1988 | 2nd tour (1/32)                        | Катаріна Ліндквіст                     | –                                    | –                                    | 2nd tour (1/32)      | Гана Мандлікова      | 2nd tour (1/32)                  | Террі Фелпс                      |
| 1989 | 1st tour (1/64)                        | Eva Krapl                              | –                                    | –                                    | 2nd tour (1/32)      | Клаудія Коде-Кільш   | 1st tour (1/64)                  | Моніка Селеш                     |
| 1990 | 2nd tour (1/32)                        | Жулі Алар-Декюжі                       | –                                    | –                                    | 4th tour (1/8)       | Моніка Селеш         | 1st tour (1/64)                  | Мері Джо Фернандес               |
| 1991 | 1st tour (1/64)                        | Вілтруд Пробст                         | –                                    | –                                    | 1st tour (1/64)      | Басукі Яюк           | –                                | –                                |

### Парний розряд
| Рік  | Відкритий чемпіонат Австралії з тенісу | Відкритий чемпіонат Австралії з тенісу | Відкритий чемпіонат Франції з тенісу | Відкритий чемпіонат Франції з тенісу | Вімблдонський турнір                | Вімблдонський турнір                   | Відкритий чемпіонат США з тенісу   | Відкритий чемпіонат США з тенісу |
| 1980 | –                                      | –                                      | –                                    | –                                    | 2nd tour (1/16) F. Hutnick          | Chris Newton Jenny Walker              | 2nd tour (1/16) Кім Джонс          | Розмарі Касалс Венді Тернбулл    |
| 1981 | –                                      | –                                      | –                                    | –                                    | 1st tour (1/32) Lele Forood         | A. Whitmore Кім Сендс                  | 3rd tour (1/8) Trey Lewis          | Беттіна Бюнге Клаудія Коде-Кільш |
| 1982 | –                                      | –                                      | 2nd tour (1/16) Пем Вайткросс        | Кенді Рейнолдс Пола Сміт             | 1st tour (1/32) Пем Вайткросс       | Лі Док Хі Рената Томанова              | 1st tour (1/32) Ракель Хіскафре    | Сенді Коллінз Пем Тігуарден      |
| 1983 | 2nd tour (1/8) Дженніфер Мундел        | Біллі Джин Кінг Шерон Волш             | 1st tour (1/32) Jane Preyer          | Гана Мандлікова Вірджинія Рузіч      | 1st tour (1/32) Jane Preyer         | Trey Lewis S. McInerney                | 2nd tour (1/16) Jill Davis         | Розалін Феербенк Кенді Рейнолдс  |
| 1984 | 1/4 de finale Робін Вайт               | Барбара Поттер Шерон Волш              | 1st tour (1/32) Беверлі Моулд        | Барбара Джордан Елізабет Смайлі      | 2nd tour (1/16) N. Рікgin           | Леслі Аллен Енн Вайт                   | 2nd tour (1/16) N. Рікgin          | Еліз Берджін Джоанн Расселл      |
| 1985 | 1st tour (1/16) Крістіан Жоліссен      | Лінда Гейтс Алісія Молтон              | 1st tour (1/32) Барбара Джордан      | Іва Бударжова Марцела Скугерська     | 2nd tour (1/16) Сьюзен Лео          | Клаудія Коде-Кільш Гелена Сукова       | 2nd tour (1/16) L. Antonoplis      | Кетлін Горват Вірджинія Рузіч    |
| 1986 | –                                      | –                                      | 2nd tour (1/16) Крістіан Жоліссен    | Іва Бударжова Марцела Скугерська     | 1st tour (1/32) Крістіан Жоліссен   | Кенді Рейнолдс Енн Сміт                | 2nd tour (1/16) Крістіан Жоліссен  | Патті Фендік Джилл Гетерінгтон   |
| 1987 | 1st tour (1/16) Каріна Карлссон        | Клаудія Коде-Кільш Гелена Сукова       | 2nd tour (1/16) Моллі Ван Ностранд   | Мартіна Навратілова Пем Шрайвер      | 3rd tour (1/8) Моллі Ван Ностранд   | Клаудія Коде-Кільш Гелена Сукова       | 2nd tour (1/16) Моллі Ван Ностранд | Штеффі Граф Габріела Сабатіні    |
| 1988 | 3rd tour (1/8) Крістіан Жоліссен       | Зіна Гаррісон Барбара Поттер           | –                                    | –                                    | 2nd tour (1/16) Крістіан Жоліссен   | Лорі Макніл Бетсі Нагелсен             | 3rd tour (1/8) Енн Сміт            | Штеффі Граф Габріела Сабатіні    |
| 1989 | 3rd tour (1/8) Бет Герр                | Штеффі Граф Габріела Сабатіні          | –                                    | –                                    | 1st tour (1/32) Мері-Лу П'ятек      | L. Barnard K. Schimper                 | 2nd tour (1/16) Пенні Барг         | Мері Джо Фернандес Пем Шрайвер   |
| 1990 | 1st tour (1/32) Тіна Шоєр-Ларсен       | Луїс Філд Ліз Грегорі                  | –                                    | –                                    | 2nd tour (1/16) Діанне Ван Ренсбург | Лариса Савченко-Нейланд Наташа Звєрєва | 2nd tour (1/16) Белінда Кордвелл   | Наталія Медведєва Лейла Месхі    |
| 1991 | 3rd tour (1/8) Кеммі Макгрегор         | Кеті Джордан Елізабет Смайлі           | –                                    | –                                    | 1st tour (1/32) L. Barnard          | Сабін Аппельманс Кароліна Віс          | 1st tour (1/32) Jill Smoller       | Пем Шрайвер Наташа Звєрєва       |
| 1992 | 1st tour (1/32) Хетер Ладлофф          | Мейке Бабель Барбара Ріттнер           | –                                    | –                                    | –                                   | –                                      | 2nd tour (1/16) Louise Allen       | Сенді Коллінз Стефані Реге       |
| 1993 | –                                      | –                                      | 1st tour (1/32) Louise Allen         | C. Barclay Керрі-Енн Г'юз            | 1st tour (1/32) Louise Allen        | Джиджі Фернандес Наташа Звєрєва        | 1st tour (1/32) Louise Allen       | Флоренсія Лабат Барбара Ріттнер  |
| 1994 | 1st tour (1/32) Луїс Філд              | J. Emmons Tessa Price                  | –                                    | –                                    | –                                   | –                                      | –                                  | –                                |

Sous le résultat, la Партнер; à droite, l'ultime équipe adverse

## Одиночний рейтинг на кінець року
| Рік     | 1987 | 1988 | 1989 | 1990  | 1991  | 1992  | 1993  | 1994  |
| Рейтинг | 60   | ▼ 71 | ▲ 54 | ▼ 112 | ▼ 141 | ▼ 275 | ▲ 139 | ▼ 216 |